# Trabzon (település)
Trabzon (más néven Trapezunt) város Törökország északi részén, a Fekete-tenger partján, Trabzon tartomány székhelye, az azonos nevű körzet központja. Az i. e. 8. században alapították. A körzetben 2008-ban 283 509 fő élt, a városban pedig 220 860 fő. Leghíresebb szülötte I. Szulejmán oszmán szultán.

## Éghajlat
| Hónap                                                      | Jan. | Feb. | Már. | Ápr. | Máj. | Jún. | Júl. | Aug. | Szep. | Okt. | Nov. | Dec. | Év   |
| ---------------------------------------------------------- | ---- | ---- | ---- | ---- | ---- | ---- | ---- | ---- | ----- | ---- | ---- | ---- | ---- |
| Rekord max. hőmérséklet (°C)                               | 25,9 | 30,1 | 35,2 | 37,6 | 38,2 | 36,7 | 37,0 | 38,2 | 36,7  | 33,8 | 32,8 | 26,4 | 38,2 |
| Átlagos max. hőmérséklet (°C)                              | 10,7 | 10,7 | 11,8 | 15,5 | 19,1 | 23,1 | 25,8 | 26,5 | 23,6  | 20,0 | 16,4 | 12,9 | 18,1 |
| Átlagos min. hőmérséklet (°C)                              | 4,5  | 4,3  | 5,3  | 8,6  | 12,8 | 16,9 | 19,8 | 20,3 | 17,3  | 13,6 | 9,9  | 6,6  | 11,7 |
| Rekord min. hőmérséklet (°C)                               | −7,0 | −7,4 | −5,8 | −2,0 | 4,2  | 9,2  | 11,0 | 13,5 | 7,3   | 3,4  | −1,6 | −3,3 | −7,4 |
| Átl. csapadékmennyiség (mm)                                | 82   | 64   | 58   | 57   | 52   | 50   | 36   | 45   | 79    | 115  | 99   | 83   | 820  |
| Havi napsütéses órák száma                                 | 84   | 90   | 105  | 126  | 171  | 210  | 183  | 174  | 147   | 140  | 108  | 84   | 1621 |
| Forrás: Turkish State Meteorological Service , Weatherbase |      |      |      |      |      |      |      |      |       |      |      |      |      |

## Története
Milétoszi kereskedők kolóniájaként alapították kaiszareiai Euszebiosz szerint i. e. 756-ban. Neve Τραπεζοῦς (Trapezusz) vagy Τραπεζούντα (Trapezunta), később Τραπεζούντουμ Trapezuntum. Más források vagy talán helyi legenda szerint szerint i. e. 371. körül az árkádiai Trapezusz lakói, akik nem akartak Megalopoliszba költözni. Kiemelkedő központ volt mind a római, mind a bizánci korban. 1204 és 1461 között az önálló Trapezunti Császárság székvárosa. Ezután II. Mehmed szultán elfoglalta és az Oszmán Birodalom részévé tette. Az oszmán korban vegyes lakosságú város maradt, ahol a törökök mellett görögök, örmények és lázok is éltek Trabzonban. A török-orosz háborúk idején súlyos harcok zajlottak a környéken. 1916-ban orosz parancsnokság alá került.

## Gazdasága
Trabzon vidéke kiemelkedően fontos mogyoró- és teatermő vidék. Halászflottái kiváló minőségű szardellaféléket hoznak a partra. Új ipari ágak közül az üveg, a cement, a csomagoló, az élelmiszer, a textil és a házgyári elemek gyárát kell kiemelni. A környéken néhány fegyvergyár is található.

## Látnivalók

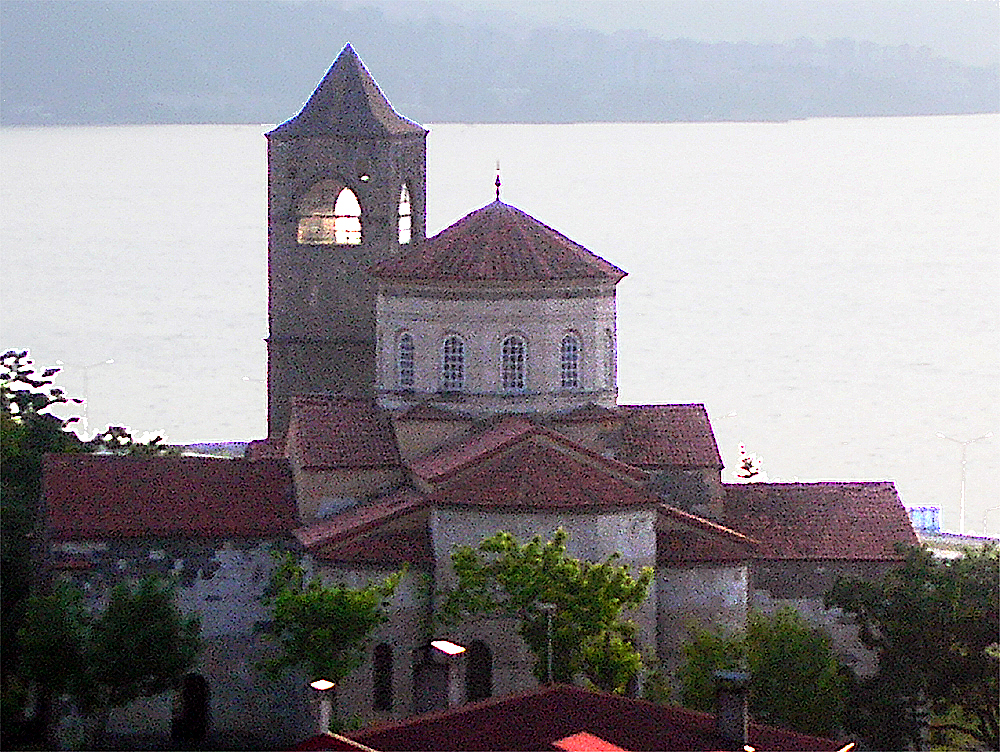
A trabzoni Haghia Sophia katedrális

- Hagia Szophia bizánci templom
- Trabzoni Vár
- Atatürk villája
- Boztepe park
- Trabzoni Múzeum
- Trabzoni bazár

## Híres emberek
- Athoszi Szent Atanáz szerzetes
- I. Szulejmán oszmán szultán
- Hrant Dink örmény író

## Sportélete
A város kiemelkedő fontosságú csapata a Trabzonspor.

## Magyar vonatkozások
Trabzon magyar testvérvárosa Szigetvár, hiszen Nagy Szulejmán szultán Trabzonban született, és Szigetvár ostrománál hunyt el.